# گاتسویل (کارولینای شمالی)
گاتسویل (به انگلیسی: Gatesville) شهری در ایالت کارولینای شمالی کشور ایالات متحده آمریکا است که جمعیت آن در سرشماری سال ۲۰۱۰ میلادی، ۳۲۱ نفر بوده‌است.